# Karl Harrington Potter
Karl Harrington Potter (Oakland, 19 agosto 1927 – Lake Forest Park, 11 gennaio 2022) è stato uno storico delle religioni e indologo statunitense.

## Biografia
Dopo aver conseguito il "Master of Arts" all'Università di Harvard nel 1952 ed essere divenuto nel 1955 "Doctor of Philosophy" presso la medesima università, fu docente nel biennio 1955-1956 al "Carleton College",  per poi trasferirsi all'Università del Minnesota e quindi, dal 1971, all'Università di Washington per insegnare "Philosophy and South Asian studies". A Washington fu poi "professore emerito".
Potter fu curatore della prestigiosa Encyclopedia of Indian Philosophies, opera in 25 volumi (vedi sul sito web di Potter, 8/2019, una copia dell'Archivio Internet), pubblicata dalla casa editrice Motilal Banarsidass di Delhi (India), specializzata in indologia, distribuita nel 2023 da Exotic India Art.